# 45580 Reneracine
45580 Reneracine este o planetă minoră (asteroid), cu un diametru de 6,571 km, din centura de asteroizi. A fost descoperită pe 10 februarie 2000 la Val-des-Bois⁠(d) de Denis Bergeron⁠(d) și a fost numită după René Racine⁠(d). 
Obiectul prezintă o orbită caracterizată de o semiaxă mare de 2,7840919313346 UAi, o excentricitate de 0,02, o înclinație de 3,8 ° în raport cu ecliptica.